# Danzig (együttes)
A Danzig 1987-ben alakult máig aktív amerikai heavy metal együttes. Tagjai Glenn Danzig, Tommy Victor, Johnny Kelly és Steve Zing. A Danzig legismertebb dala az 1988-as első albumon megjelent Mother, amely több filmben (Másnaposok 3.) és videójátékban (Grand Theft Auto: San Andreas, Guitar Hero 2., F.E.A.R. 3.) is szerepelt, illetve előszeretettel játszották az akkori hard rock rádióállomások.

## Diszkográfia
- 1988–Danzig
- 1990–Danzig II: Lucifuge
- 1992–Danzig III: How the Gods Kill
- 1994–Danzig 4p
- 1996–Danzig 5: Blackacidevil
- 1999–Danzig 6:66: Satan's Child
- 2002–Danzig 777: I Luciferi
- 2004–Circle of Snakes
- 2010–Deth Red Sabaoth

## Fordítás
- Ez a szócikk részben vagy egészben  a   Danzig (band) című angol Wikipédia-szócikk fordításán alapul.  Az eredeti cikk szerkesztőit annak laptörténete sorolja fel. Ez a jelzés csupán a megfogalmazás eredetét és a szerzői jogokat jelzi, nem szolgál a cikkben szereplő információk forrásmegjelöléseként.

## További információ
- Hivatalos honlap (angolul)